# Montassar Talbi
Montassar Omar Talbi (París, Francia, 26 de mayo de 1998) es un futbolista tunecino. Juega de defensa y su equipo es el F. C. Lorient de la Ligue 1.

## Trayectoria
Nacido en Francia, jugó en las inferiores del Paris F. C. y el F. C. Les Lilas. Se mudó a Túnez con su familia a los 12 años y entró a la cantera del Espérance Sportive de Tunis. Jugó con el primer equipo del club tunecino el 2 de abril de 2017 ante el C. S. Sfaxien  en el Championnat de Ligue Profesionelle 1. El 20 de enero de 2018 fichó por el Çaykur Rizespor turco.
El 9 de agosto de 2021 firmó por cuatro años con el F. C. Rubin Kazán de Rusia. A pesar de ello, tras una temporada en la que disputó 27 encuentros, se marchó, en julio de 2022, al F. C. Lorient para jugar las siguientes cinco campañas.

## Selección nacional
Disputó un encuentro con la selección sub-23 de Túnez ante Italia el 15 de octubre de 2018.
Jugó con la selección de Túnez el 28 de marzo de 2021 contra Guinea Ecuatorial por la clasificación para la Copa Africana de Naciones de 2021.
Formó parte del plantel que logró el segundo lugar en la Copa Árabe de la FIFA 2021.

### Participaciones en torneos continentales
| Copa                           | Sede            | Resultado        |
| ------------------------------ | --------------- | ---------------- |
| Copa Africana de Naciones 2021 | Camerún         | Cuartos de final |
| Copa Árabe de la FIFA 2021     | Catar           | Segundo lugar    |
| Copa Africana de Naciones 2023 | Costa de Marfil | Primera fase     |

## Clubes
| Club               | País    | Año           |
| ------------------ | ------- | ------------- |
| Espérance de Tunis | Túnez   | 2017-2018     |
| Çaykur Rizespor    | Turquía | 2018-2021     |
| Benevento Calcio   | Italia  | 2021          |
| F. C. Rubin Kazán  | Rusia   | 2021-2022     |
| F. C. Lorient      | Francia | 2022-presente |

## Palmarés

### Títulos nacionales
| Título                               | Club               | País  | Año     |
| ------------------------------------ | ------------------ | ----- | ------- |
| Championnat de Ligue Profesionelle 1 | Espérance de Tunis | Túnez | 2016-17 |
| Championnat de Ligue Profesionelle 1 | Espérance de Tunis | Túnez | 2017-18 |

### Títulos internacionales
| Título                      | Equipo             | Sede   | Año  |
| --------------------------- | ------------------ | ------ | ---- |
| Campeonato de Clubes Árabes | Espérance de Tunis | Egipto | 2017 |